# Heteropyramis maculata
Heteropyramis maculata är en nässeldjursart som beskrevs av Moser 1925. Heteropyramis maculata ingår i släktet Heteropyramis och familjen Clausophyidae. Inga underarter finns listade i Catalogue of Life.